# Adolf Österberg
Gustav Adolf Österberg, född 4 februari 1880 i Göteborg, död 12 augusti 1944 i Danderyd, var en svensk manusförfattare och litterär chef vid AB Svenska Biografteatern 1915–1916.

## Filmmanus
- 1915 – Strejken